# Дикая энергия. Лана
«Дикая энергия. Лана» — фантастический роман Марины и Сергея Дяченко, являющийся частью молодёжного музыкального и сценического, компьютерного и книжного проекта. Роман был создан под впечатлением от творчества украинской артистки Русланы. Роман состоит из нескольких частей, и жанр каждой из них может быть обозначен по-своему — как чистое фэнтези, как утопия или антиутопия.

## Сюжет
Жители антиутопического города, «синтетики», не могут обходиться без доз искусственной жизненной энергии. Им противопоставлен образ «диких» — людей, обитающих на верхних этажах опустевших небоскрёбов. Дикие освободились от загадочной энергетической болезни и могут при помощи барабанного ритма создавать собственную энергию. Социокультурные реалии превратили горожан в частицы великого механизма, характерно название профессии главной героини — «пиксель». Для диких, напротив, главной ценностью является свобода, метафорически воплощённая, в частности, в их способе передвигаться по городу: с помощью тросов и искусственных крыльев дикие летают между небоскрёбами:98.

## Проблематика
Рецензент Леся Ганжа пишет, что зло в «Дикой энергии. Лане», подобно злу в реальности, неперсонифицированно и при этом актуально: героям противостоит не конкретный персонаж, а сам энергетический кризис. С этим связаны философские вопросы, встающие перед героями, и проблемы выбора на их жизненном пути.
Как отмечает Л. Ганжа, «Дикая энергия. Лана» — полиакцентный роман: иными словами, это текст, идеи, темы и проблемы которого каждый читатель может видеть по-своему. В романе усматривают такие темы и проблемы, как проблема рабства (украинские гастарбайтеры), тема манипулирования информацией (одна из проблем антиутопического общества, изображённого в романе, заключается в том, что синтетикам доступны лишь фрагменты информации), анархическая философия книги (процесс трансформации власти в тотальный контроль и бунт против этого контроля); ситуация с Заводом, поставляющим энергию в город синтетиков, может рассматриваться как трансформация «талантливого в посредственное».
По утверждению Соломии Хороб, концептуально «Дикая энергия. Лана» адресована активной молодёжи, лишённой пассивности и рабской философии.